# Drassinella schulzefenai
Drassinella schulzefenai är en spindelart som först beskrevs av Chamberlin och Ivie 1936.  Drassinella schulzefenai ingår i släktet Drassinella och familjen flinkspindlar. Inga underarter finns listade i Catalogue of Life.